# Катуниця
Кату́ниця (болг. Катуница) — село в Пловдивській області Болгарії. Входить до складу общини Садово.

## Населення
За даними перепису населення 2011 року у селі проживали 2473 особи.
Національний склад населення села:
| Національність   | Кількість осіб | Відсоток |
| ---------------- | -------------- | -------- |
| болгари          | 1789           | 99,2%    |
| цигани           | 7              | 0,4%     |
| турки            | 3              | 0,2%     |
| Всього відповіли | 1804           |          |

Розподіл населення за віком у 2011 році:
Динаміка населення: